# 大陸建設
大陸建設為台灣的建設公司，自2010年大陸工程組織架構重整後，於同年6月2日於組織將建設事業處業務分割獨立，成立「大陸建設股份有限公司」，母公司為「欣陸投資控股股份有限公司」